# Caméra Williamson
La caméra personnelle Williamson du réalisateur britannique James Wlliamson mérite d’être citée dans les caméras argentiques historiques car elle a enregistré des films innovants dont les expériences ont été fondamentales pour l’évolution du langage cinématographique.

## Histoire
Sur ce point, le grand historien du cinéma Georges Sadoul est explicitement convaincu : « En 1900, George Albert Smith était encore avec James Williamson à l’avant-garde de l’art cinématographique. »
Avec Smith, Williamson fait partie de ce que Sadoul a baptisé l’École de Brighton, un groupe de cinéastes britanniques qui, n’ayant ni patron ni maître, ont initié une façon de filmer que des industriels comme Thomas Edison, et surtout Louis Lumière auraient sanctionnée auprès de leurs opérateurs et réalisateurs.
Lorsque Alexandre Promio a l’idée du premier travelling du cinéma (sa caméra est tout simplement installée dans une gondole qui suit un canal à Venise), il s’empresse d’en obtenir l’autorisation : « Je fis de suite une bande que j’envoyai à Lyon avec prière de me dire ce que Monsieur Louis Lumière pensait de cet essai. La réponse fut favorable. » Sans cet avis, il n’aurait pas fait une telle prise de vues.
En 1891, William Kennedy Laurie Dickson, le premier réalisateur du cinéma, « avait filmé l’un des assistants de son atelier, James Duncan, tirant sur sa pipe, et avait cadré uniquement son visage pour mieux montrer les mimiques du fumeur. Cet essai, jugé grotesque par Thomas Edison, ne fut jamais présenté au public… En 1900, un cadrage trop serré sur une personne, coupant les jambes, ou le bassin, ou la poitrine, ou le visage, était considéré comme monstrueux, offrant presque de façon indécente l’étal d’un boucher. »
James Williamson va passer outre, le grotesque ne le rebute pas. Il réalise en 1900 The Big Swallow (Une bouchée extraordinaire), dans lequel un personnage odieux, excédé par la présence de la caméra, s’approche en très gros plan et avale l’opérateur et son appareil de prise de vues. 

Son collègue et ami George Albert Smith commet aussi ce sacrilège en alternant un plan montrant une action générale avec des gros plans qui résultent de cette action (un jeune garçon utilise la loupe de sa grand-mère pour observer autour de lui), découvrant pour la première fois l’efficacité de ce qui s’appellera le montage, avec La Loupe de grand-maman (Grandma’s Reading Glass) : 
Par là, Smith crée le premier véritable montage. »
James Williamson, lui, ne s’en tient pas là. Le montage favorise les films d’action et de poursuite qui sont l’apanage de ce groupe de cinéastes, les chase films, que les réalisateurs français de Charles Pathé vont systématiquement imiter, notamment le talentueux Ferdinand Zecca.
Williamson va oser retourner sa caméra lors d’une action violente, montrant les attaquants, puis les défenseurs, se faisant face, une façon de filmer encore totalement inédite en 1900. Des Boxers, militants nationalistes chinois, entreprennent de détruire une mission évangélique anglaise. Ils tuent le pasteur qui tente de protéger son épouse et sa fille. La gouvernante donne l'alerte en agitant un linge blanc à une fenêtre de l'étage. Les Blue Jackets arrivent, tirant de loin sur les insurgés. Puis ils chargent, libérant la mère et sa fille, et encerclent les rescapés de leurs tirs nourris.
Le film a eu beaucoup d'influence sur les cinémas européens et américains, et Georges Sadoul ajoute : « Ce style de récit, typiquement cinématographique, paraît avoir été inconnu en 1900, hors d'Angleterre. »
Cette façon de retourner à 180° l’axe de prise de vues s’appelle maintenant le champ-contrechamp et c’est l’un des piliers des techniques de prise de vues cinématographique, que des innovations techniques, comme le steadicam, ou principes esthétiques, comme le plan-séquence, n’ont pas rendus obsolètes, même si parfois il est considéré comme une « solution paresseuse ». 